# Bartholomäus Wittig
Bartholomäus Wittig (* um 1610 in Oels oder um 1613/14 in Breslau; † 24. März 1684 in Nürnberg) war ein deutsch-schlesischer Maler. Er schuf hauptsächlich Genrebilder und Darstellungen historischer Ereignisse sowie religiöse Motive.

## Leben

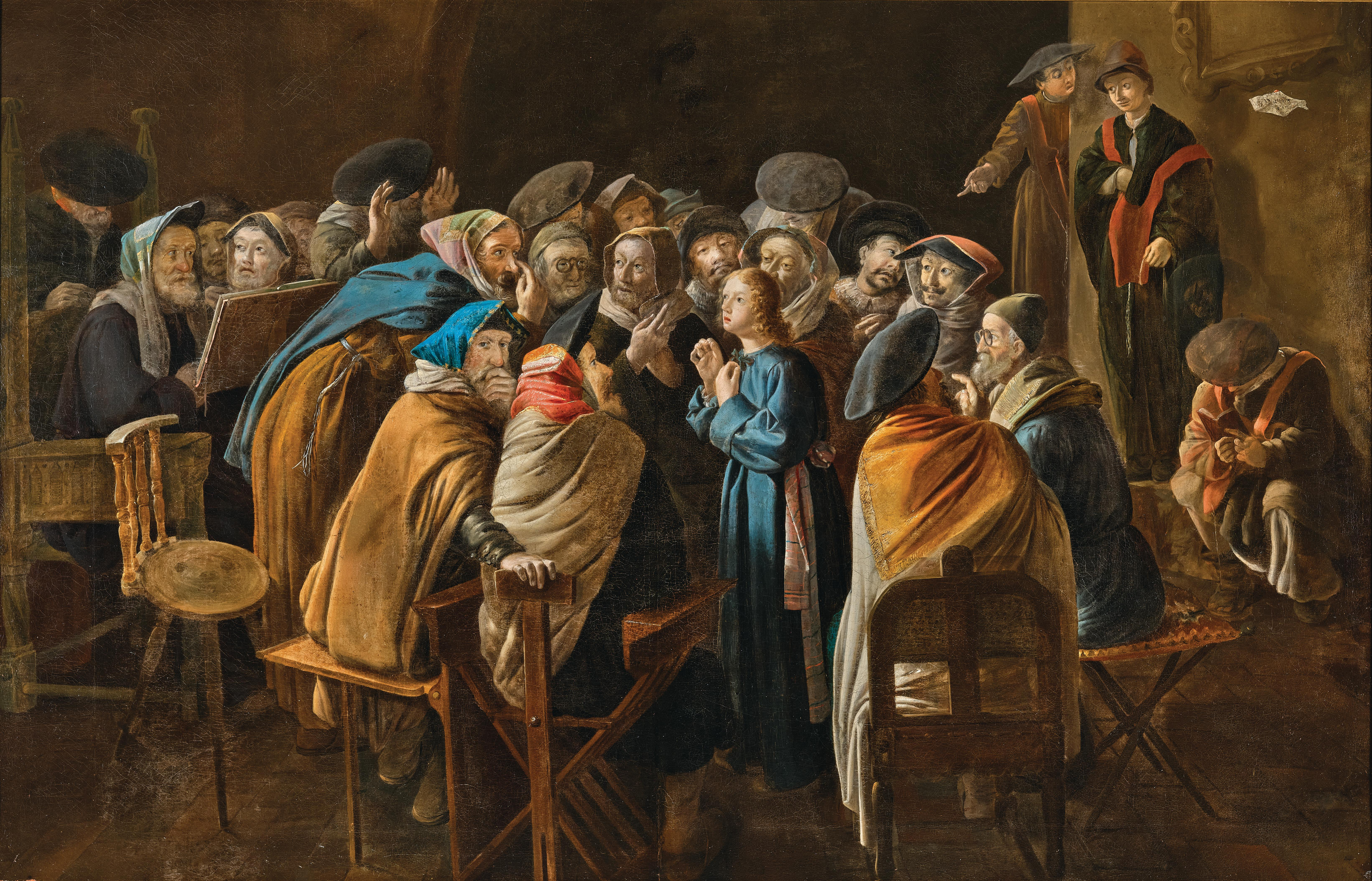
Bartholomäus Wittig: Christus unter den Schriftgelehrten, 1651

Bartholomäus Wittig wurde als Sohn des Kaufmannes Noah Wittig geboren. Wittig könnte um 1610 in Oels geboren worden sein, wo der Vater arbeitete. Dagegen spricht, dass sich weder im Stadtarchiv Oels noch in den Kirchenbüchern der dortigen evangelischen Kirchengemeinde Hinweise finden lassen. Andere Quellen gehen von einer Geburt in Breslau aus und nennen als ungefähres Geburtsjahr 1613 oder 1614.
Von 1629 bis 1634 absolvierte er eine Ausbildung beim Breslauer Maler Michael Duquesne. Vermutlich hielt er sich zwischen 1634 und 1642 in Holland und Italien auf. Seit 1642 ist sein Aufenthalt in Nürnberg nachweisbar. In diesem Jahr entstand das Gemälde Die Jünger raufen am Sabbat Ähren aus, in dessen Hintergrund sich eine Stadtansicht mit Burg befindet. Ab 1647 trug Wittig einen intensiven Streit mit dem Nürnberger Malerhandwerk und der Stadt aus. Erhalten ist ein Brief an den Rat, in dem Wittig berichtete, dass er bisher nur kleine Kupfertafeln gemalt habe, die er meist nach Italien und die Niederlande verkauft und damit den einheimischen Malern nicht geschadet habe. Im folgenden Jahr erhielt er zwei weitere Jahre Stadtschutz und die Erlaubnis zur Berufsausübung. Erst 1654 fiel dem Rat auf, dass sich Wittig seit geraumer Zeit in Nürnberg aufhielt und ein hohes Einkommen erzielte, aber keine Bürgersteuer bezahlte. Man bot ihm an, das Bürgerrecht zu beantragen, das er jedoch nie tat. 1660 versuchten die Maler erneut, Wittig der Malerordnung zu unterwerfen. Der Rat beschloss, Wittig der Malerordnung zu entheben, verpflichtete ihn jedoch, einen Betrag in die Malerlade zu bezahlen.
Zuletzt wohnte Wittig am Nürnberger Dötschmannsplatz. Sein Bruder Caspar war Inhaber der Kugelapotheke in Nürnberg und mit der Tochter Basilius Beslers verheiratet.

## Werk
Wittigs Bildthemen waren breit gefächert. Er malte religiöse und allegorische Darstellungen, Historienbilder und Genreszenen, Blumen und Nachtstücke.

## Werke (Auswahl)
- Gemäldesammlung zu Wien: Ein nächtliches Gastmahl (1640)
- Burg zu Nürnberg: Schilderung der Feier des westfälischen Friedensschlusses vom Jahre 1648, Wittig fertigte hiervon noch eine Kopie für das Nürnberger Rathaus an.
- Volksfest vor dem Nürnberger Rathaus (Gemälde) (1649)